# Gypona punctigera
Gypona punctigera är en insektsart som beskrevs av Carl Stål 1862. Gypona punctigera ingår i släktet Gypona och familjen dvärgstritar. Inga underarter finns listade i Catalogue of Life.